# Károly Albert szárd–piemonti király
Károly Albert (olaszul: Carlo Alberto; Torino, Szárd Királyság, 1798. október 2. – Porto, Portugál Királyság, 1849. július 28.), a Savoyai-ház carignanói ágából származó itáliai nemes, apját követvén Carignano hercege 1800-tól, valamint Szardínia királya és Savoya hercege 1831-től 1849-es lemondásáig.

## Élete

### Származása, testvérei
Károly Albert Amadé herceg édesapja Savoya-Carignanói Károly Emánuel herceg (Carlo Emanuele di Savoia-Carignano, 1770–1800) volt, Carignan 6. hercege, egyenes ági leszármazottja Tamás Ferenc carignanói hercegnek, aki megalapította a Savoyai-ház carignanói ágát. Ebből az ágból származott Savoyai Jenő herceg (1663–1736), a törökverő császári tábornagy is, Tamás Ferenc herceg unokája.
Édesanyja a Wettin-házból származó Mária Krisztina Albertina szász-kurlandi hercegnő (1779–1851) volt, Károly Krisztián hercegnek (1733–1796), Szászország és Kurland hercegének és Franziska von Corvin-Krasinska szász-lengyel hercegnőnek (Franciszka Krasińska, 1742–1796) leánya. Két gyermekük született:
- Károly Albert herceg (1798–1849), 1831-től Szardínia és Piemont királya, Savoya uralkodó hercege, és
- Mária Erzsébet Franciska hercegnő (Maria Elisabetta Francesca di Savoia-Carignano, 1800–1856), aki Rainer József osztrák főherceghez (1783–1853), a Lombard–Velencei Királyság első alkirályához, József nádor öccséhez ment feleségül.

Mivel az uralkodó III. Viktor Amadé király egyik fiának sem volt saját fia, így Károly Albert carignanói hercegre már születésétől fogva úgy tekintettek, mint a Szárd–Piemonti Királyság trónjának legvalószínűbb várományosára.

### Ifjúkora
Károly Albert édesapját, Károly Emánuel herceget a kortársak liberális gondolkozású nemesembernek tartották, aki szembehelyezkedett unokafivérével, az abszolút hatalomra törő III. Viktor Amadé királlyal. Károly Emánuel herceg 1800-ban Párizsban, a Francia Köztársaság börtönében halt meg, egyetlen fia már kétéves korában örökölte Carignan hercegének címét, és – édesanyjának gyámsága alatt – a család franciaországi és piemonti birtokainak ura lett. Ugyanebben az évben Bonaparte tábornok csapatai elfoglalták Észak-Itáliát.
A megözvegyült Mária Krisztina hercegnő férjhez ment Montleart hercegéhez. Egyetlen fiának a leggondosabb neveltetést biztosította Drezdában, majd Genfben, Jean-Jacques Rousseau egyik tanítványának, Vaucher-nak keze alatt. A fiú később a bourges-i gimnáziumban tanult, majd az Első Császárság idején Párizsba került. Liberális és frankofil (franciabarát) szellemű értelmiségi atmoszférában nőtt fel. Nagy hatást tettek rá a forradalmi eszmék, magába szívta a 19. századi liberalizmus eszmeiségét, és itt vált szenvedélyévé Itália felszabadításának gondolata.
1814-ben Napóleon császár hadnaggyá nevezte ki egy francia dragonyos ezredben. A Francia Császárság bukása után a bécsi kongresszus őt ismerte el a Szárd–Piemonti Királyság trónörökösének, mivel Savoyai-ház főágán nem maradtak legitim férfi leszármazottak. Két nevelő (preceptor) gondjaira bízták, hogy verjék ki fejéből a Franciaországban tanult veszedelmes liberális eszméket. 1817-ben hazatért Piemontba, családi birtokain élt, de továbbra is a tiltott liberalizmus titkos szimpatizánsa maradt.

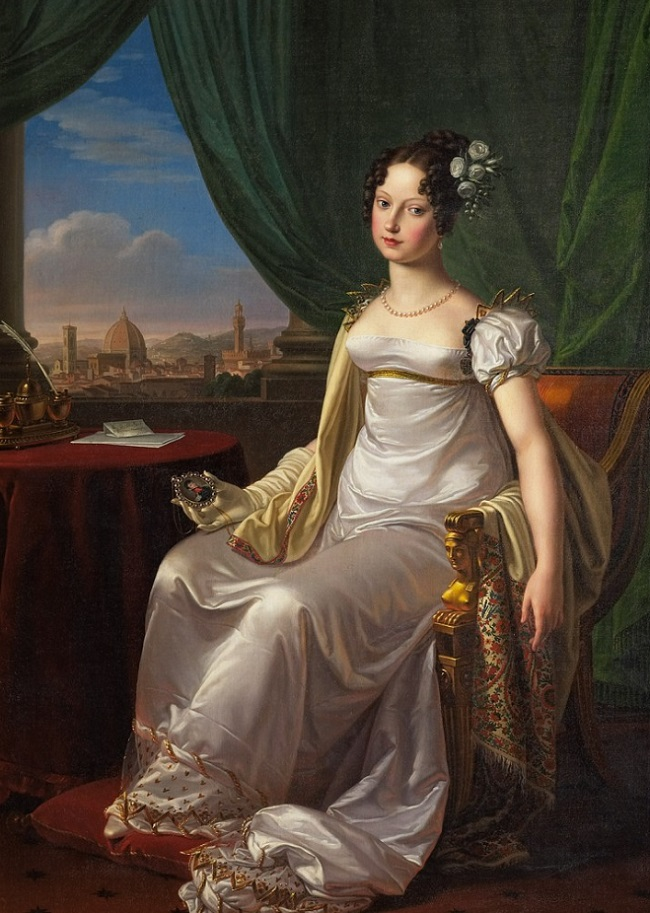
Mária Terézia Franciska főhercegnő

### Házassága, utódai
1817. szeptember 30-án Károly Albert herceg Firenzében feleségül vette másodfokú unokanővérét, Habsburg–Toscanai Mária Terézia Franciska főhercegnőt (1801–1855), III. Ferdinánd toszkánai nagyherceg és Lujza Mária Amália Terézia nápoly-szicíliai királyi hercegnő (1733–1802) legkisebbik leányát. Három gyermekük született:
- Viktor Emánuel herceg (1820–1878), trónörökös, 1849-től szárd–piemonti király, 1861-től II. Viktor Emánuel néven az egyesült Olaszország első királya, akinek első felesége Habsburg–Toscanai Mária Adelheid főhercegnő (1822–1855) lett, Rainer József főhercegnek, a Lombard–Velencei Királyság alkirályának leánya.
- Ferdinánd Mária Albert Amadé savoya-carignani herceg (1822–1855), Genova első hercege, aki Erzsébet szász királyi hercegnőt vette feleségül, az ő leányuk lett a későbbi Margit olasz királyné (Margherita Maria Teresa Giovanna di Savoia, 1851–1926), akinek nevét a „Margherita pizza” máig őrzi.
- Mária Krisztina hercegnő (1826–1827), kisgyermekkorban meghalt.

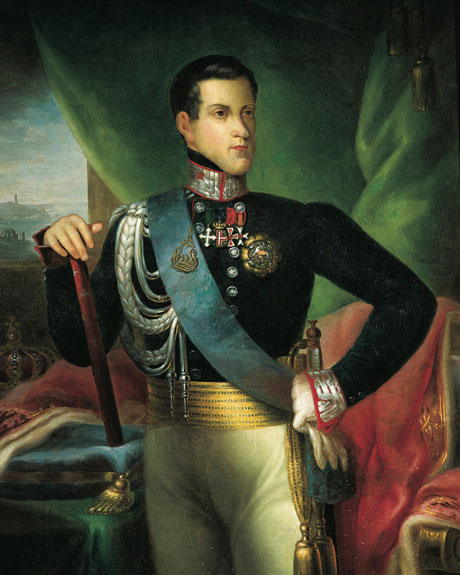
Károly Albert szárd–piemonti király

### Régens és katona
Piemonti birtokán érte az 1821-es népfelkelés híre. A karbonárik vezetésével népfelkelés tört ki az uralkodó Viktor Emánuel király uralma ellen. Viktor Emánuel 1821. március 13-án lemondásra kényszerült a Szárd–Piemonti Királyság trónjáról öccse, Károly Félix herceg javára. Mivel Károly Félix ekkor Modenában tartózkodott, a király ezért ideiglenesen unokaöccsét, Károly Albert herceget, a szárd–piemonti tüzérség parancsnokát nevezte ki régensnek. A liberális szellemű ifjú, aki romantikus vonzalmat érzett a karbonárik nemzeti mozgalma iránt, azonnal intézkedéseket hozott a politikai feszültség enyhítésére. Új alkotmányt bocsátott ki, a spanyol Cortés 1812-ben kidolgozott alkotmányának mintájára. Megszervezte az ideiglenes kormányzótanácsot (giuntát) is.
Néhány nappal később Károly Félix herceg, a kijelölt trónutód, egy osztrák császári hadsereg élén érkezett vissza Torinóba. Megsemmisítette az ifjú régens minden intézkedését, a népmozgalmat az osztrák haderőre támaszkodva elfojtotta. Magát Károly Albertet Toszkánába száműzte.
Hogy liberális „tévelygéseit” elfeledtesse, Károly Albert 1823-ban egy szárd katonai egység élén csatlakozott ahhoz a francia királyi haderőhöz, amely a Szent Szövetség keretében Spanyolországba vonult, hogy leverje az ottani liberális forradalmat, és visszasegítse trónjára VII. Ferdinánd királyt. 1823. augusztus 31-én Károly Albert is részt vett a cádizi kikötőt uraló Trocadéro erőd ostromában és elfoglalásában. A Szent Szövetség erőinek győzelme elsöpörte a spanyol alkotmányos monarchia esélyeit, és biztosította VII. Ferdinánd abszolutisztikus uralmát.
A liberálisok elleni sikeres hadakozással Károly Albert visszaszerezte a hazai konzervatív körök bizalmát. 1829-ben Károly Félix király őt nevezte ki Szardínia alkirályává.

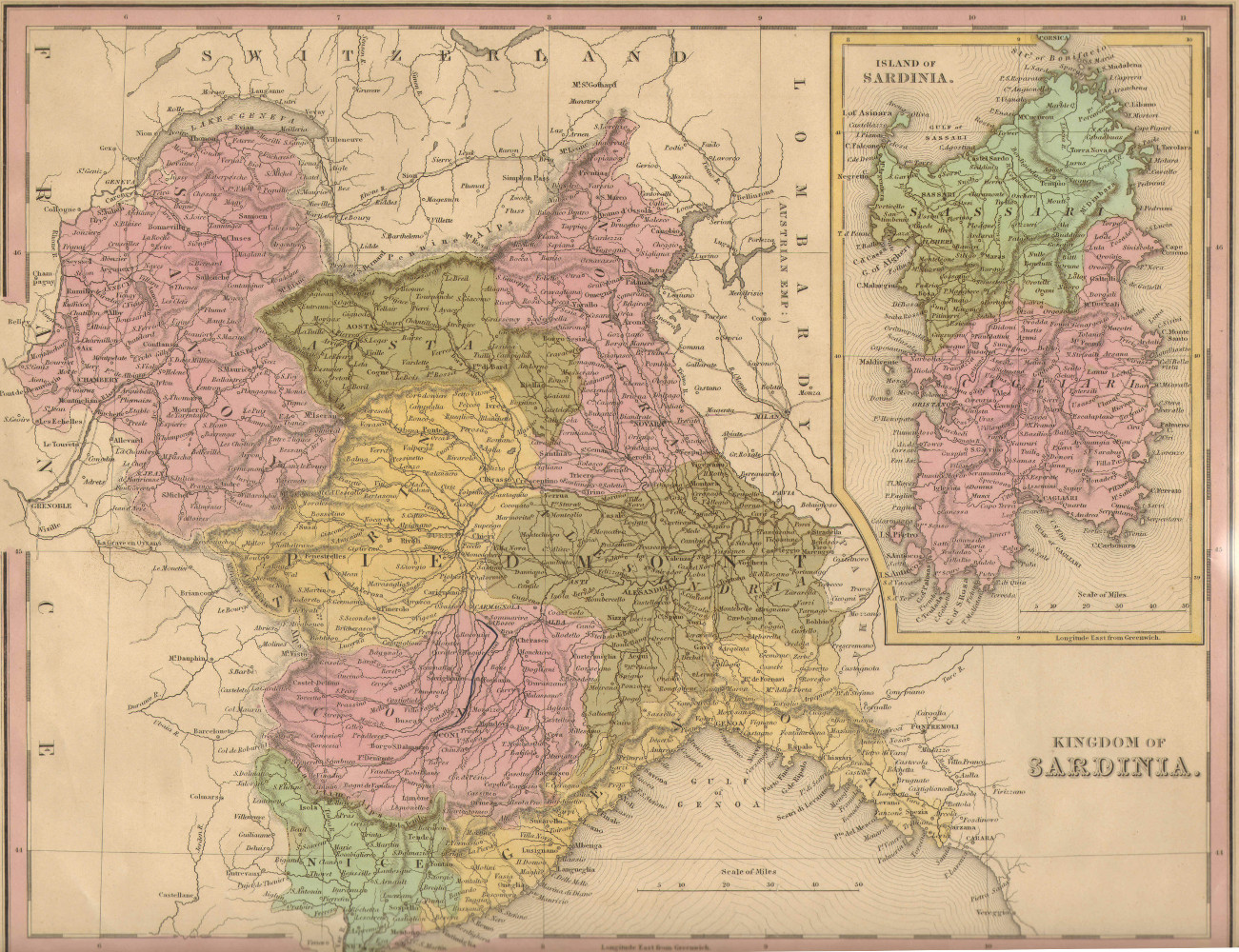
A Szárd–Piemonti Királyság térképe (1839.)

### Szardínia és Piemont királya
1831-ben Károly Félix király utód nélkül elhunyt, és a távoli unokaöcs, Károly Albert követte őt a szárd–piemonti trónon. Kezdetben folytatta elődjének konzervatív politikáját. Abszolút királyi hatalom kiépítésére törekedett, a Szent Szövetség rendszerében. Katonai szövetségre lépett Metternich Ausztriájával.

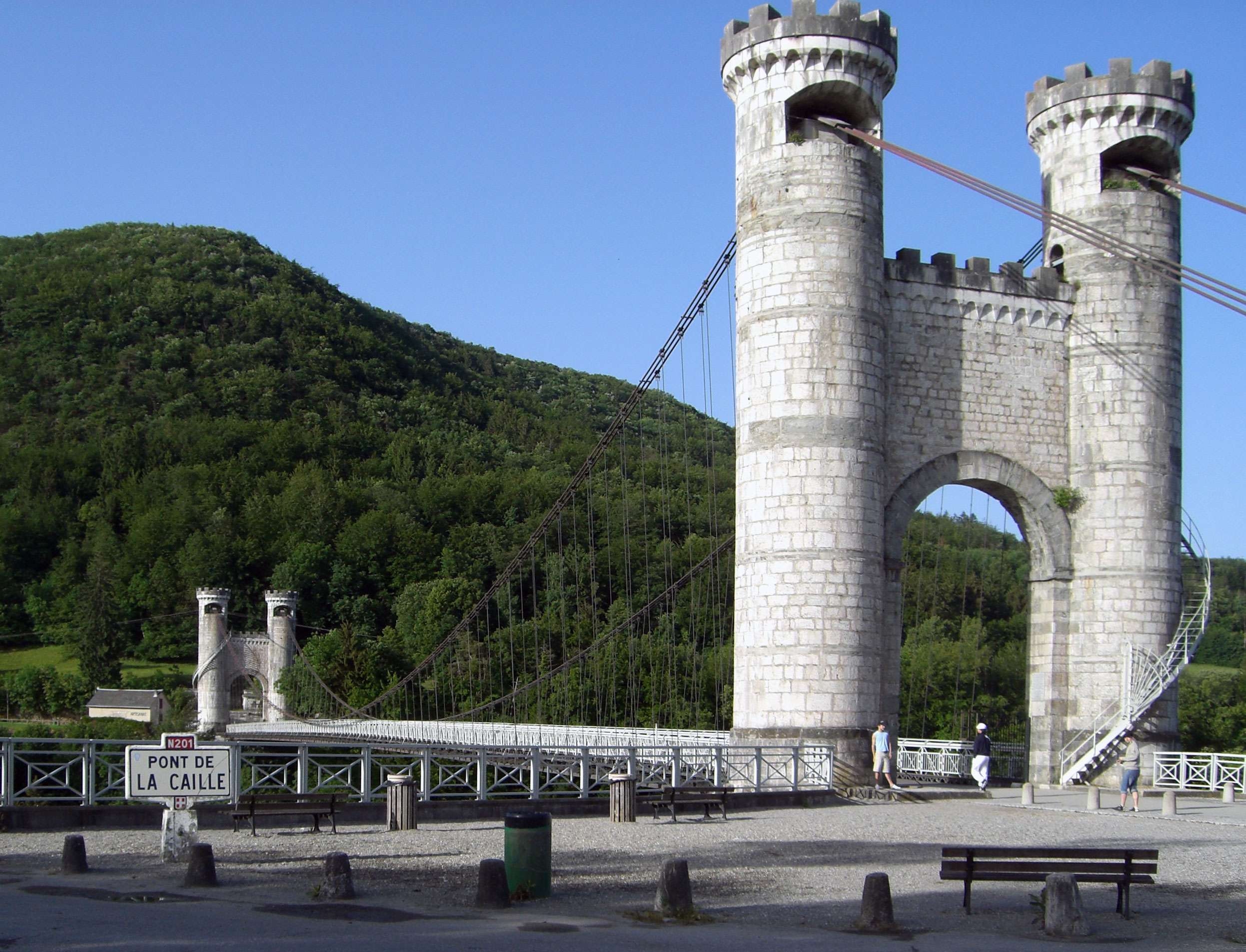
Az 1839-ben felavatott Károly Albert-völgyhíd (ma: Pont de la Caille, Haute-Savoie)

Megszüntette a feudális viszonyokat, felvilágosult abszolutista szellemben modernizálta az államhatalmat, a honi konzervatív rendekre támaszkodva. Létrehozta az Államtanácsot, helyreállította a tartományi tanácsokat, amelyek tagjai királyi biztosok felügyelete alatt igazgatták a tartományokat. Újjászervezte a szárd haderőt. Fejlesztette országa mezőgazdaságát és iparát (gyapjúfeldolgozó és selyemipart Biellában, textil- és vegyipart Torinóban). 1836-ban két savoyai város, Conflans és L’Hôpital egyesítésével új várost alapított, amelyet saját nevéről Albertville-nek nevezett el. Jelentős támogatást nyújtott a művészetek és tudományok oktatásához.
1840-től fokozatosan közeledni kezdett a mérsékelt nemzeti liberálisokhoz, és igyekezett az osztrák hegemónia ellenségének mutatni magát. A radikális nemzeti mozgalmakat azonban keményen elnyomta. 1831-ben elutasította Mazzinit, aki őt kérte fel az Itália egyesítéséért folyó mozgalom vezetésére. Könyörtelenül elfojtotta a chambéry, torinói, genovai és alessandriai felkeléseket, a vezetőik közül sokat halálra ítéltetett és kivégeztetett. 1834-ben törvényen kívül helyeztette a republikánus Garibaldit.
1846-ban eltörölte királyságában a belső vámhatárokat. 1847-ben elrendelte a bírósági tárgyalások nyilvánosságát, és egy Semmítőszék (feljebbviteli bíróság) felállítását. 1848-ban Torino és Moncalieri között megnyitotta a királyság első vasútvonalát.

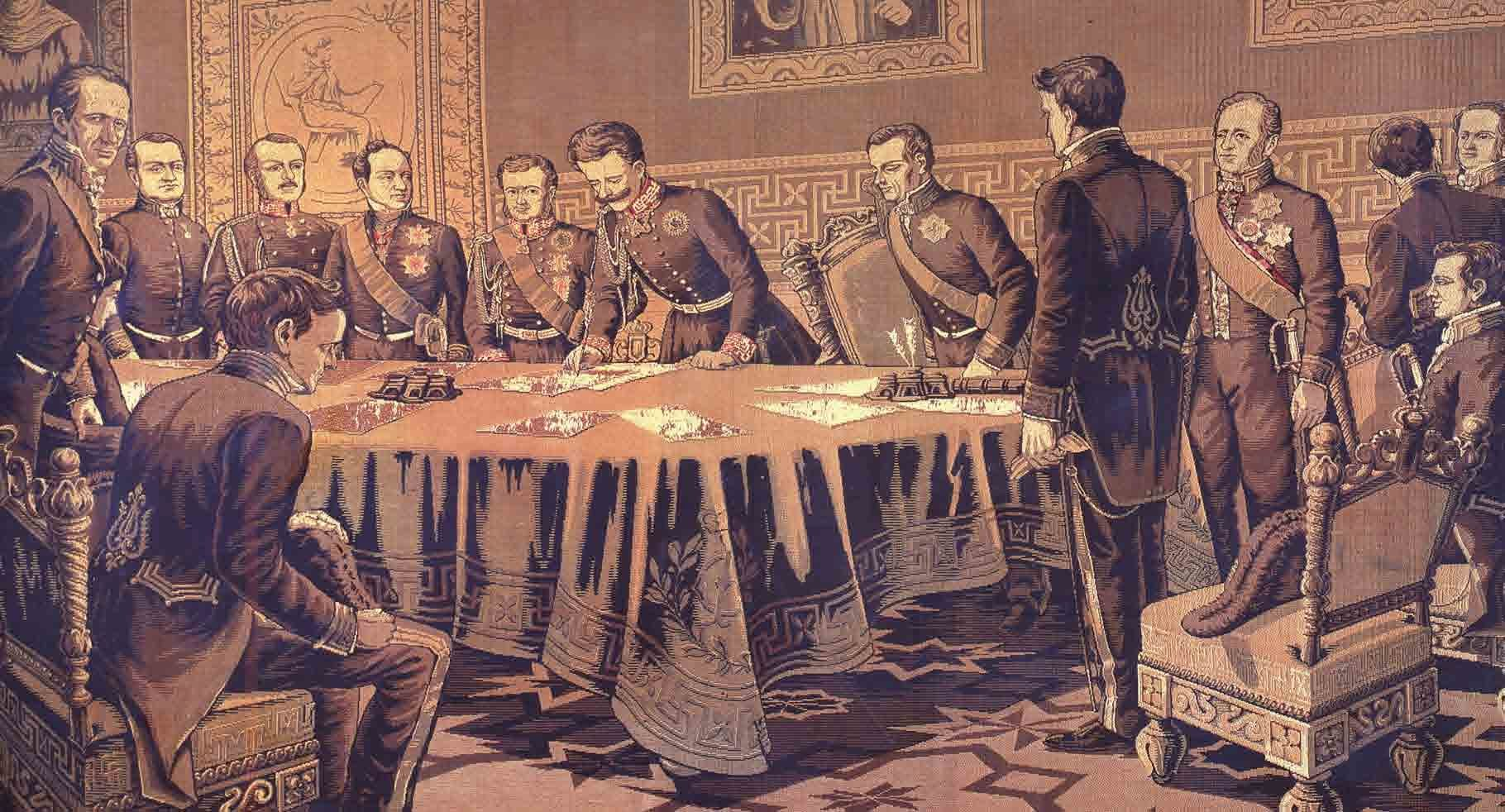
Károly Albert király aláírja az új alkotmányt (1848. március 4.)

### Liberális pálfordulása
Az 1848. februári francia forradalom és a Nápoly-Szicíliai Királyságban kitört felkelések megrázták a Szárd–Piemonti Királyságot is. A hatalmát féltő Károly Albert villámgyorsan visszatért ifjúkorának liberális eszméihez, eltörölte az abszolút monarchiát. Február 8-án kiadta a Szabadságjogok Chartáját, majd március 4-én kihirdette a Szárd–Piemonti Királyság új alkotmányát (francia nevén Statut albertin, olaszul Statuto Albertino).
Az alaptörvény mintájául a francia abszolút monarchiát megdöntő 1830-as júliusi forradalom után kiadott francia alkotmány szolgált. Tele volt szabadelvű és demokratikus gondolatokkal: a hatalmat megosztotta a király és két gyűlés között. A tartományi tanácsok tekintélyes tagjait a király delegálta, a tartományi gyűlések tagjait cenzusos népszavazáson választották (ezt a rendszert is az 1830-as francia alkotmányból vette át). Új szellemű polgári és büntető törvénykönyveket íratott a Code Napoléon és a belga királyi alkotmány mintájára. A Szárd–Piemonti Királyság első miniszterelnökévé Cesare Balbo liberális újságírót nevezte ki.
A Károly Albert által 1848-ban kiadott alkotmány 100 éven át, egészen 1948-ig, az Olasz Köztársaság első alkotmányának kiadásáig formálisan hatályban maradt.

### Az első itáliai függetlenségi háború
Az 1848-as forradalmi hullámot Károly Albert arra igyekezett felhasználni, hogy egész Itália uralkodójává válhasson. Cavour gróf ösztönzésére a király nyíltan felkarolta az itáliai államok függetlenségének és egységének ügyét. Saját hatalmi törekvéseihez felhasználta a nemzeti forradalmi mozgalmakat, támaszkodott Lombardia, Veneto, Parma és Modena felkelt népének fegyvereire. A Napóleon által kreált (és Napóleon bukása után megszűnt) Ciszalpin Köztársaságtól átvette a(z olasz) trikolórt, mint az egyesítendő itáliai nemzet lobogóját.
Március 15-én Károly Albert király hadat üzent az Osztrák Császárságnak, aki Itália nagy részét hatalmában tartotta, és jelentéktelen csatlós uralkodók útján kormányozta. Milánóban, az osztrákok által kormányzott Lombard–Velencei Királyság fővárosában márciusban kirobbant az „ötnapos felkelés” (1848. március 18–22.). Kitört az első itáliai függetlenségi háború.
A 2 hadtestből álló, csekély erejű szárd–piemonti királyi haderőt egész Itáliából érkezett önkéntes csapatok erősítették. A háború kezdetén Károly Albert magához ragadta a kezdeményezést, és jelentős győzelmeket aratott. Megverte az osztrákokat Pastrengónál (április 30-án), Goitónál (május 30-án), Rivolinál (június 10-én) és Sommacampagnánál (július 24-én), csapatai elfoglalták Pizzighettonét és a Peschierai erődöt (az osztrák Erődnégyszög egyik tagját). A kezdeti sikerek után azonban elveszítette mind a pápa, mind a többi itáliai uralkodó támogatását, és csak a lombardiai felkelő csapatokra támaszkodhatott. Radetzky marsall erősítéseket kapott, és július 25-én a Garda-tó közelében lefolyt custozzai csatában döntő vereséget mért a szárd–piemonti csapatokra, augusztus 6-án visszafoglalta Milánót is, Károly Albertet csak a gyors menekülés mentette meg a fogságba eséstől, Augusztus 9-én Vigevanóban, Lombardia és Piemont határán, Carlo Canera di Salasco szárd és Heinrich von Heß osztrák tábornokok aláírták a fegyverszüneti egyezményt („Salasco-fegyverszünet”). Cesare Balbo miniszterelnök a vereség hírére már július 25-én lemondott.

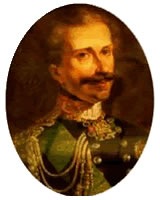
Károly Albert király (1848).

### Lemondása, halála
A háborús vereség hatására a piemonti parlamentben az 1849 januári választásokon megerősödtek a republikánusok. A király megpróbálta visszanyerni befolyását, újrakezdte a háborút, de csapatai március 23-án a novarai csatában súlyos vereséget szenvedtek Radetzkytől.
Károly Albert a csatavesztés napján lemondott trónjáról fia, Viktor Emánuel herceg javára. A fegyverszünetet másnap, március 24-én már kijelölt utódja írta alá Vignaléban.
A lemondott király még aznap este száműzetésbe utazott Spanyolországba, majd Portugáliába. A hivatalos lemondási okmányt 1849. április 6-án fogalmazta meg és írta alá az észak-spanyolországi Tolosában. Még ugyanabban az évben, 1849. július 28-án egy portói kolostorban elhunyt, betegség következtében. Földi maradványit Torinóba szállították, és a Superga Bazilikában (Basilica di Superga) helyezték örök nyugalomra.
Fia, II. Viktor Emánuel szárd–piemonti király 1860-ban, a második itáliai függetlenségi háború után a Savoyai-ház koronája alatt egyesített Olasz Királyság első uralkodója lett.

## Korabeli értékelések személyéről
Mélyen vallásos ember volt, egyik barátja így emlékezett róla: „Hősként harcolt, szerzetesként élt, és mártírként halt meg.”. Uralkodása során támogatta az irodalom és a tudomány művelőit. 1838-ban Torinóban saját költségén kiadta a „Monumenta historiae patriae” („A haza történelmének emlékművei”) c. történelmi munkát.
Karl Marx így értékelte személyét: „A bennszülött hercegek között Itália szabadságának első számú ellensége Károly Albert herceg volt és az ma is. Az olaszok tartsák eszükben és a nap minden órájában idézzék fel a régi közmondást: »Uram Isten, őrizz meg engem barátaimtól, hogy elbánhassak ellenségeimmel.« A Bourbon-házi II. Ferdinánd nápoly–szicíliai királytól nem kell félni, ő már régóta hiteltelen. Ugyanakkor Károly Albert nagy hangon „Itália felszabadítójaként” ünnepelteti magát, miközben a népre, akit úgymond ő szabadított volna fel, a szabadság feltételeként rákényszerítette saját uralmának igáját.”

## Lásd még
- Szardínia királyainak listája

## Külső hivatkozások
- Károly Albert részletes élettörténete. Archiválva 2007. július 14-i dátummal a Wayback Machine-ben
- A Savoyai-ház tagjai. Archiválva 2007. február 5-i dátummal a Wayback Machine-ben
- Szardínia története.
- Károly Albert lemondási okmánya.
- A Legislazione Sabaudia (a Szárd–Piemonti Királyság parlamentjének) rendelkezései 1848–1860 között.
- Károly Albert élete.
- A Savoyai-ház tagjainak genealógiája.
- (Genealogy.euweb.cz:  A Savoyai-ház tagjainak genealógiája.
- Károly Albert élettörténete.